# Багой (любовник Александра Македонского)
Багой, также Багоас (др.-греч. Βαγώας /Bagōas/) — персидский юноша-евнух, любовник Александра Македонского. С его именем античные историки связывали прощение хилиарха Дария III Набарзана и убийство сатрапа Орксина.

## Биография
Согласно Квинту Курцию Руфу, Багой был получен Александром Македонским вместе с другими подарками от персидского вельможи Набарзана после убийства Дария III Кодомана: «Набарзан, получив обещание безопасности, встретил его [Александра] с обильными дарами. Среди них был Багой, юноша-евнух в расцвете юности и красоты, которого любил Дарий, вскоре полюбил его и Александр». Согласно тому же источнику, именно Багой уговорил македонского царя помиловать Набарзана.
Имя некоего перса Багоя, сына Фарнуха, упоминается у Арриана в списке триерархов одного из кораблей, которые по приказу Александра во время Индийского похода в 326 году до н. э. были построены на Гидаспе. В историографии существует дискуссия относительно идентичности триерарха Багоя, сына Фарнуха, и Багоя, любовника Александра. Г. Берве отвергал такую возможность. Он считал, что Багой-триерарх, сын военачальника Фарнуха, не мог быть оскоплённым рабом. Кроме того, по возрасту триерарх должен быть зрелым мужчиной, а не юношей. Ф. Кауэр и В. Хеккель, напротив, считали версию о тождественности Багоя-триерарха и Багоя-любовника Александра весьма вероятной, а Б. Г. Гафуров и Д. И. Цибукидис — единственно верной. В. Хеккель связывал карьерный рост Фарнуха с влиянием его сына Багоя. Также этот историк отмечал, что согласно Клавдию Элиану, Багой получил владения в Вавилоне, недалеко от царского дворца. Соответственно, он мог обладать необходимыми деньгами для постройки корабля во время нахождения македонского войска на Гидаспе.
О близости Багоя и Александра упоминали несколько античных авторов. Согласно Дикеарху и Плутарху, Александр в столице Гедросии Пуре на глазах у всех в театре после победы организованного Багоем хора «запрокинул и целовал его; и даже после громогласных криков и аплодисментов публики повторил это ещё раз».
Согласно Квинту Курцию Руфу, Багой в 324 году до н. э. стал виновником казни сатрапа Персиды Орксина. При встрече царя Орксин организовал пышную встречу с роскошными дарами. Богатые подарки были также розданы его приближённым. Багой, однако, не получил ничего; Орксин сказал, что «он угождает друзьям Александра, а не его любовникам, и что не в обычае персов почитать мужчин, пороком уподобившихся женщинам». Оскорблённый Багой решил отомстить и подговорил некоторых царедворцев поддержать ложные обвинения в адрес сатрапа Персиды в измене и корыстолюбии, а также в разграблении гробницы Кира. Ничего не подозревающий Орксин был заключён в оковы, а затем евнух убил его собственной рукой. При этом Орксин воскликнул: «Слыхал я, что когда-то Азией управляли женщины, но что ею управляет кастрат — это неслыханное дело».

## Оценки
По мнению Плутарха, одной из причин морального падения Александра стала замена в его окружении настоящих друзей, таких как Каллисфен, Парменион и Филота, группой льстецов и подхалимов, к которым античный историк отнёс и Багоя. У. Тарн считал этого персонажа вымышленным, впервые появившимся в трудах перипатетиков, которые хотели показать моральное падение Александра. Историк отмечал, что все истории с участием Багоя сомнительны. Набарзан был помилован вместе с другими знатными персами, которые сдались Александру. Орксин был казнён за узурпацию власти без согласия македонского царя в одной из сатрапий. В Гедросии не существовало театров, где Александр мог на виду у публики целовать молодого евнуха. Э. Бэдиан в своей статье детально рассмотрел аргументацию У. Тарна и счёл её недостаточно обоснованной, чтобы «записать» Багоя в вымышленные персонажи. Также историк отмечает, что «Багой» в описываемое время было нарицательным названием всех евнухов по имени царедворца Багоя при последних персидских царях. Соответственно, прозвище «Багой» могло относиться к евнуху при дворе Александра с другим именем.

## В литературе
Мэри Рено для романа об Александре Македонском «Персидский мальчик» выбрала главным рассказчиком юного и далёкого от политики Багоя, который относится к царю с восхищением; с помощью такого приёма автор смогла придать своему произведению повествовательный характер с претензией на объективное воспроизведение реальности.

### Исследования
- Гафуров Б. Г., Цибукидис Д. И. Александр Македонский и Восток. — М.: Наука, 1980.
- Запека О. А., Шовиков В. С. Дискурс античности в массовой культуре постмодерна и методы его интерпретации // Вестник славянских культур. — 2018. — Т. 49, № 3. — С. 122—134.
- Badian E. The Eunuch Bagoas (англ.) // The Classical Quarterly. — Cambridge University Press, 1958. — Vol. 8, no. 3/4. — P. 144—157. — JSTOR 637975.
- Berve H. Das Alexanderreich auf prosopographischer Grundlage (нем.). — München: C. H. Beck`sche Verlagsbuchhandlung, 1926. — Vol. 2.
- Cauer F[нем.]. Bagoas 2 // Paulys Realencyclopädie der classischen Altertumswissenschaft :  [нем.] / Georg Wissowa. — Stuttgart : J. B. Metzler’sche Verlagsbuchhandlung, 1896. — Bd. II, 2. — Kol. 2772.
- Heckel W. Who's Who in the Age of Alexander and his Successors. From Chaironea to Ipsos (338—301 BC) (англ.). — Barnsley: Greenhill Books, 2021. — 554 p. — ISBN 978-1-78438-648-1.
- Tarn W. W. Alexander the Great (англ.). — Cambridge; London; New York; Melbourne: Cambridge University Press, 1948. — Vol. II, Sources and studies. — ISBN 0-521-22585-X.